# Тагарская культура
Тага́рская культу́ра — археологическая культура эпохи бронзы и железа (VIII—III века до н. э.), названа по топониму — острову Тагарскому на реке Енисей. На смену тагарской культуре пришла таштыкская культура.
Заслуга действительного открытия и первого правильного исторического освещения эпохи принадлежит С. А. Теплоухову, который в начале 1920-х детально изучил памятники и подразделил их на несколько хронологических групп. Эту эпоху он назвал минусинской курганной культурой и развитие её рассматривал по четырём последовательным этапам. Периодизация С. А. Теплоухова сохранила в основном своё значение до наших дней, но данное им название культуры не прижилось. Позднее С. В. Киселёв предложил наименование — тагарская культура, теперь общепринятое.

## Распространение
Тагарские памятники распространены в Минусинской котловине (Республика Хакасия и южные районы Красноярского края) и в северо-восточной части Кемеровской области, то есть в пределах степной и лесостепной зоны бассейна Среднего Енисея и его притоков — Абакана, Тубы, Сыды, Ербы и др., и в бассейне реки Чулым и её притока Урюпа.
Наиболее северные памятники находятся на реке Чулым южнее города Ачинска. Западной границей ареала тагарской культуры служат предгорья Кузнецкого Алатау и Абаканского хребта, южной — границы Джойского хребта и Западного Саяна. Наиболее восточные памятники известны на правобережье Енисея у сёл Верхний Суэтук и Кочергино на реке Тубе, у сёл Уджей и Копь на реке Амыл и у деревни Брагино. Особый район распространения памятников тагарской культуры — небольшой участок лесостепи по Енисею близ города Красноярска.
В степях Южной Сибири VI—IV веков до н.э. тагарцы также строили внушительные памятники — погребения своим вождям. В урочище Салбык находится около десятка гигантских курганов. Когда-то это были четырёхгранные земляные пирамиды, окружённые каменной оградой.

## Антропология
Преобладающим у тагарцев являлся европеоидный тип, по некоторым оценкам, восходящий к носителям андроновской культуры, однако черепа с монголоидными признаками обнаруживаются в курганах, датируемых началом тагарской культуры, и количество таких черепов постепенно возрастает к моменту прихода хуннов. Академик В. П. Алексеев отмечал, что это население сближается по своим физическим характеристикам с носителями таштыкской культуры.

## Языковая принадлежность
Тагарское население в силу его происхождения от афанасьевского также, следовательно, можно считать индоевропейским, возможно, как и полагает Н. Л. Членова, ираноязычным
Польский археолог Тадеуш Сулимирский считал носителей тагарской культуры индоевропейцами, отмечая, что 

древняя топонимика Минусинской котловины индоевропейская, скорее всего тохарская, и делает вывод, что основатели тагарской культуры могли принадлежать к тохарской ветви индоевропейцев. В начале III века до н. э. они были вынуждены отступить на запад, и многие из них, вероятно, присоединились к аланам, отходившим к степям Волги.— Сулимирский Т. Сарматы. Древний народ юга России. М.: ЗАО Центрполиграф, 2008, с. 66.
В конце III—начале II вв. до н. э. под ударами хунну, двигающихся из Центральной Азии на север, часть тагарцев, подобно пазырыкцам, была вынуждена покинуть исконные территории, вытесняемая из присаянья.

## Палеогенетика
Генетические исследования останков нескольких представителей тагарской культуры показали, что это были носители Y-хромосомной гаплогруппы R1a.
Был проведён анализ 79 образцов митохондриальной ДНК, относящихся к разным временным периодам тагарской культуры. Выяснилось, что большая часть (64,6 %) геномов принадлежала к западноевразийским гаплогруппам (H, HV6, HV*, I, K, T, U2e, U4, U5a и U*), меньшая часть (35,4 %) — к гаплогруппам, распространенным в Восточной Азии (A*, A8, C*, C5, D, G2a и F1b). Структура мтДНК тагарцев оказалась наиболее близка к популяциям «скифского мира» — пазырыкской культуры на Алтае, алды-бельской (уюкской) на территории Тувы и классических скифов Северного Причерноморья. В отличие от других популяций Южной Сибири скифского времени, в тагарской популяции доминируют западно-евразийские варианты митохондриальных гаплогрупп. Из предшествующих популяций тагарская популяция демонстрирует близость с популяциями Минусинской котловины эпохи развитой бронзы. Y-хромосомная гаплогруппа R1a1a, доминирующая у тагарцев, была впервые привнесена в Минусинскую котловину носителями андроновской (фёдоровской) культуры.

## История изучения
Впервые памятники тагарской культуры привлекли внимание участников научной экспедиции в XVIII века. В январе 1722 года по инициативе Д. Г. Мессершмидта были проведены раскопки тагарского кургана — именно с этого времени началась сибирская археология. Г. Ф. Миллер, И. Г. Гмелин и П. С. Паллас включали курганы тагарской культуры в свои классификации древних могил Минусинской котловины. В XIX — начале XX вв. раскопки отдельных курганов проводили М. А. Кастрен, В. В. Радлов, Д. А. Клеменц, А. В. Адрианов, И. Т. Савенков и др. Но научное обоснование выделения тагарской культуры было сделано С. А. Теплоуховым в 1920-е, который назвал её минусинской курганной культурой. 
Позже, в 1929, С. В. Киселёв предложил иное название — «тагарская» (по курганам на о. Тагарском, на Енисее, у г. Минусинска и оз. Тагарском), которое прочно закрепилось в научной литературе. В 1930—1990-е памятники исследовались многими археологами. Наибольший вклад в изучение этой культуры внесли С. В. Киселёв, М. П. Грязнов, Г. А. Максименков, А. И. Мартынов, Н. Л. Членова, Э. Б. Вадецкая, М. А. Дэвлет, Л. Р. Кызласов, Я. И. Сунчугашев, Г. Н. Курочкин, Н. А. Боковенко, М. Л. Подольский, Е. Д. Паульс, Д. Г. Савинов, А. В. Субботин и др. 
К концe XX в. накоплен обширный фактический материал — раскопано свыше 1 тыс. курганов, несколько десятков поселений, изучены сотни тагарских петроглифов. В фондах Минусинского краеведческого музея им. Н. М. Мартьянова, Хакасского краеведческого музея (Абакан) и Краевого краеведческого музея (г. Красноярск) хранятся свыше 9 тыс. случайных находок тагарских предметов из бронзы, найденных на территории Хакасского-Минусинского края. На основе исследования курганных комплексов, их эволюции во времени и пространстве было предложено 3 периодизации:
- Первая выполнена С. А. Теплоуховым (1929), выделившим 4 последовательных этапа в её развитии, и уточнена М. П. Грязновым (1950), который в 1968 предложил ставшие ныне хрестоматийными наименования этих этапов — баиновский (VII в. до н. э.), подгорновский (VI—V вв. до н. э.), сарагашенский (IV—III вв. до н. э.) и тесинский (II—I вв. до н. э.).
- Вторая разработана С. В. Киселёвым (1949). Он подразделяет культуру на 3 стадии: 1 — VII—VI вв. до н. э., 2 — V—IV вв. до н. э., 3 — III—I вв.до н. э.
- Третья периодизация предложена А. В. Субботиным (2002): ранний этап (кон. VIII—VI вв. до н. э.), развитый этап (V—III вв. до н. э.), поздний этап (кон. II—I вв. до н. э.).

Время финала культуры ряд исследователей (С. В. Киселёв, Л. Р. Кызласов) определяют рубежом III—II вв., вынося более поздние памятники тесинского, по М. П. Грязнову, этапа за рамки собственно тагарской культуры и определяя период времени II в. до н. э. — сер. I в. до н. э. как самостоятельный — тагаро-таштыкский переходный этап.  Этап выделен в 1953 году Л. Р. Кызласовым как взаимная ассимиляция носителей тагарской культуры с центральноазиатским населением. Отдельную Тесинскую культуру выделил в своих работах к 1987 Н. Ю. Кузьмин.

## Памятники
- Сафроновский могильник
- Салбыкский курган
- Боярская писаница

## Животноводство
Животноводство было важнейшей формой деятельности на левом берегу Енисея. Основу стада (80 %) составляли две равные половины из крупного (коровы) и мелкого (овцы, козы) рогатого скота, что указывает на пастушескую форму скотоводства. Не исключено, что племенная знать вела кочевой образ жизни. Сосуществование двух типов быта запечатлено на писаницах хребта Бояры (Боярская писаница). Посёлок, изображённый на скале, состоял из бревенчатых рубленых домов, рядом с которыми стояла юрта — жилище кочевника. На этой же писанице, на погребальных каменных стелах изображены взнузданные и оседланные лошади и запряженные лошадьми кибитки. На третьем месте были лошади (20 %). Такие пропорции были определены природно-климатическими условиями. Древние люди почти не заготавливали на зиму сено, животные круглогодично находились на подножном корме. Поэтому лошади были необходимы при тебеневке — добыче корма в осенне-зимний период из-под снега глубиной до 40 см. Первыми шли кони, у которых этот инстинкт хорошо развит, а затем коровы и овцы.
Если в современной деревне корм доставляется к месту содержания скота, то в то время скот надо было перегнать к месту расположения кормов. В условиях Южной Сибири кобыле с жеребёнком нужно пастись в течение года на 20—40 гектаров пастбищ. Для семьи из 5 человек необходимо более 800 гектаров, поэтому приходилось внимательно следить за сохранностью зимних пастбищ. Для них выбирали места, где зимой было мало снега, не образовывался наст и т. д. Там же, как правило, оборудовалось зимнее поселение.

## Земледелие
Земледелие было вторым по важности направлением деятельности. Оно основывалось на использовании мелких ирригационных сооружений (каналов и плотин) или естественном увлажнении почвы. Таких условий было больше на правом берегу Енисея.
Землю обрабатывали бронзовыми мотыгами-кельтами или деревянными мотыгами с бронзовыми оковками, урожай сжинали бронзовыми серпами, зёрна растирали каменными зернотёрками и ручными мельницами, дошедшими до хакасской этнографии (тербен). В основном выращивали просо и ячмень. Под поля обрабатывались чаще мягкие и влажные земли речных долин, а в засушливых местах сооружались ирригационные системы. Оросительные каналы достигали 15—20 км длины.

## Промыслы
Охота проводилась как поодиночке и артелями, так и крупными коллективами. В последнем случае устраивались облавные и загонные охоты.
Керамика изготавливалась без использования гончарного круга. Сосуды самых разнообразных форм использовались для хранения и приготовления молочной и мясной пищи.
Деревообработка тагарцев была на очень высоком уровне. Деревянные конструкции погребальных камер в виде бревенчатых срубов указывают на мастерство в плотницких работах. Из дерева изготавливали большой ассортимент деталей оружия и бытовых предметов — деревянных чаш, тарелок, ложек. Делались берестяные короба и чаши.
Ткачество, изготовление шерстяных изделий, выделка кожи и меха в тагарскую эпоху позволяли получать удобную и прочную одежду и галантерею.
Племена тагарской культуры достигли высокого развития в производстве металла и металлообработке. Горное дело и металлургия расцветают в середине тагарской эпохи. Умелые мастера с помощью молотов, кайл, кирок и лопат разрабатывали медные рудники. Руду переплавляли в медеплавильнях, устраиваемых неподалёку от мест выработки. Они были постоянными, использовались длительное время. Там же были поселения древних металлургов. К концу I тыс. до н. э. медная и бронзовая металлургия постепенно сменяется железной.
Большая часть древних медных рудников Южной Сибири принадлежала тагарцам. Они значительно улучшили состав различных бронзовых сплавов. Знаменитая тагарская золотистая бронза в виде слитков, а чаще изделий служила предметом экспорта в другие районы, особенно в тайгу и лесостепи Западной и Средней Сибири.

## Жилища

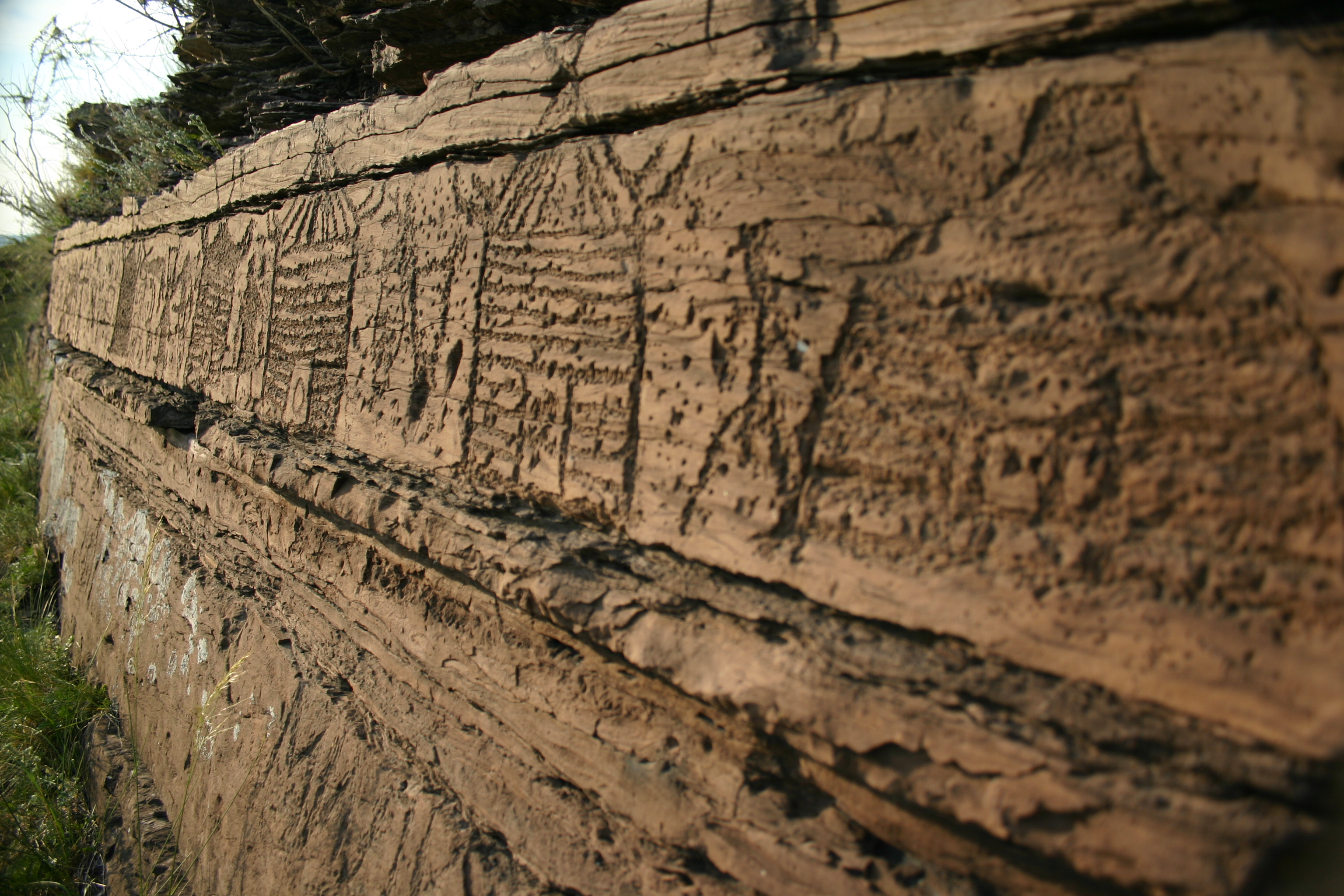
Изображения тагарских жилищ на Малой Боярской писанице

Жилища у тагарцев были 4 основных типов. На временных поселениях устанавливались юрты и конические шалаши. Стационарные постройки представляли собой четырёхугольные жилища из дерева и камня. Деревянные избы рубили в «лапу». Рядом оборудовали загоны для скота, так как мелкий рогатый скот нуждается в укрытии на период холодов. Помимо очага в доме, на улице устанавливался котёл, служивший символом семьи.